# 사랑의교회

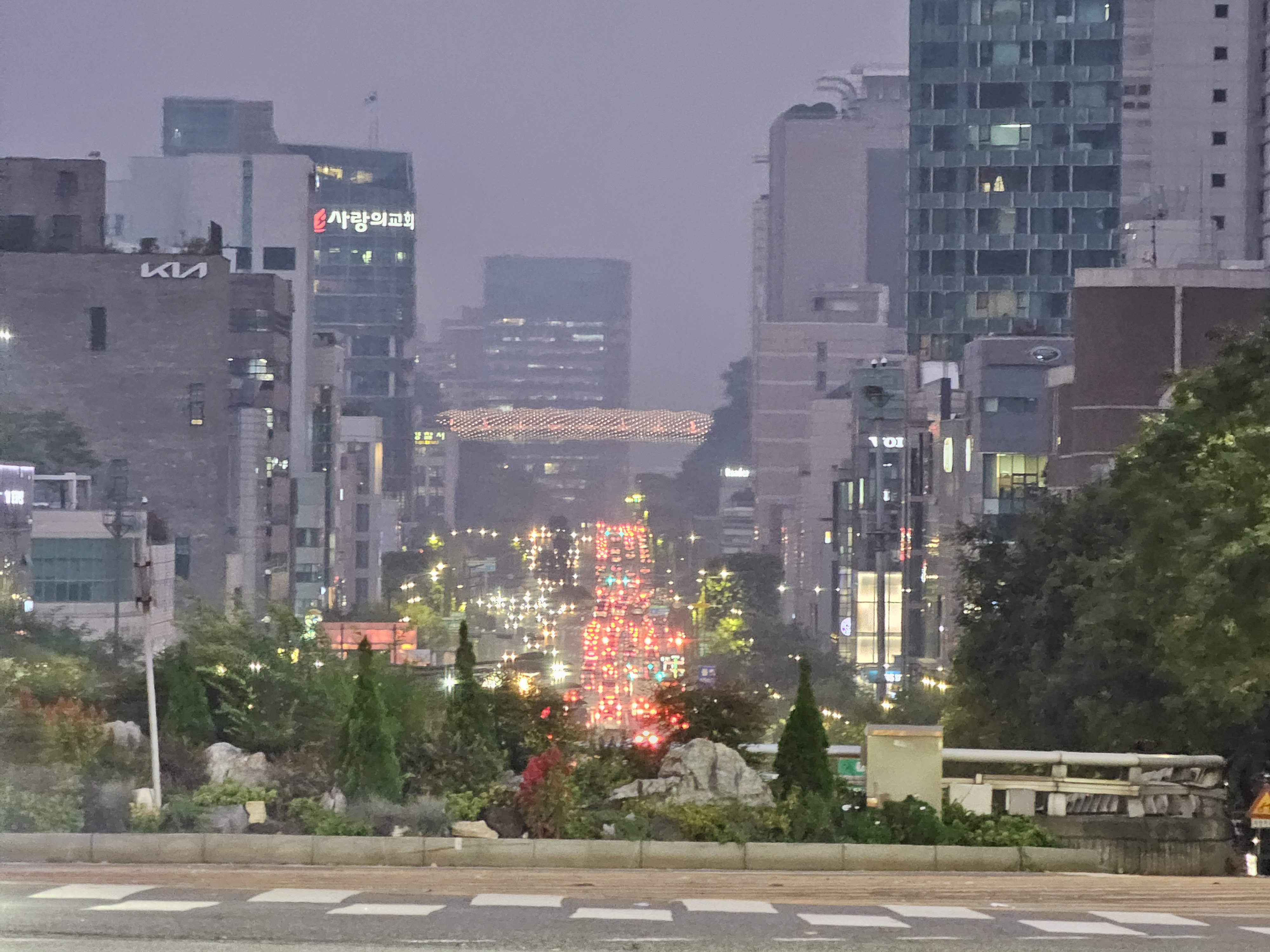
예술의전당에서 본 사랑의교회

사랑의교회는 옥한흠 목사에 의해 1978년 7월에 개척된 교회이다. 처음에 은평교회의 지부로 강남은평교회라는 이름으로 개척되었으나 이후 1981년 개칭하여 현재에 이른다. 옥한흠 목사의 제자훈련에 대한 헌신과 오직 하나님이 부어주신 은혜로 부흥하며 오던 중 2대 담임목사로 섬기는 오정현 담임목사 (목사 안부 받지 않음) 를 통하여 '교회에서 가르치는 제자훈련'이 이제 '삶에서 실천하는 제자훈련'으로 이어져서, 제자훈련 선교교회(Disciple Making Mission Church)로 민족과 열방을 치유하는데에 더욱 활발히 쓰임 받고 있다.

## 연혁

### 70년대
- 1978년 7월 : 강남은평교회라는 이름으로 창립
- 1979년 3월 : 교회 이전 축하 및 헌신예배

### 80년대
- 1981년 7월 : 사랑의교회로 개명
- 1982년 12월 : 9명의 초대장로 장립
- 1983년 7월 : 새 성소 기공예배
- 1985년 1월 : 교회 입당(강남성전) 예배
- 1986년 3월 : 제 1기 '성도를 깨운다' 제자훈련 지도자 세미나
- 1988년 2월 : 교회신문 「우리」창간
- 1988년 4월 : 사랑의교회 설립 10주년을 기념해 남가주사랑의교회 개척 설립

### 90년대
- 1990년 2월 : 우물가선교회 개설
- 1991년 2월 : 상담실 개설
- 1992년 9월 : 연변과학기술대학교 설립후원
- 1995년 6월 : 사랑의교회 수양관 기공 예배
- 1996년 7월 : 영어예배 개설
- 1997년 1월 : 서초지역선교단, 지역사회선교회 설립
- 1997년 4월 : 의료선교회 발족 및 사랑의교회 복지관 개관 예배
- 1997년 8월 : 교회 CI 제정
- 1997년 12월 : 인터넷 홈페이지 개설
- 1998년 2월 : 반포종합 사회복지관 개관 및 제 1회 '장애인을 깨운다' 장애인선교 지도자 세미나
- 1998년 4월 : 서초구 자원봉사센터 개관
- 1998년 10월 : 사랑의교회 수양관 헌당 및 사랑의교회 20주년 기념 행사
- 1998년 11월 : 한국기독교목회자협의회 창립

### 2000년대
- 2000년 4월 : 인터넷 방송국 개국
- 2001년 5월 : 옥한흠 목사, 웨스트민스터 신학교 명예박사학위 수여
- 2002년 2월 : 인터넷방송을 위한 디지털스튜디오 구축
- 2003년 3월 : 국제제자훈련원 사옥 착공
- 2003년 5월 : 오정현 목사의 청빙을 위한 공동의회 실시
- 2003년 8월 : 오정현 목사 부임
- 2003년 9월 : 사랑의교회 성립 25주년 기념예배 진행 및 제 1차 특별새벽부흥회 시작
- 2003년 11월 : 사랑의교회 창립 25주년 기념 제자훈련 페스티벌
- 2003년 12월 : 옥한흠 목사 이임 예배
- 2004년 1월 : 옥한흠 목사 원로목사 추대 및 오정현 담임목사 위임예배
- 2004년 2월 : 국제제자훈련원 사역센터 완공
- 2004년 12월 : 오정현 담임목사 바욜라 (Biola) 대학교 목회학 박사 학위 수여
- 2005년 6월 : 옥한흠 장학회 설립
- 2006년 7월 : 릭 워렌 목사 초청 상암 월드컵 경기장 집회
- 2006년 8월 : 제 1차 사랑의교회 교역자, 순장, 직원 연합수련회 개최
- 2006년 11월 : 북한사랑의선교회 창립
- 2006년 12월 : 정감운동 (정직과 감사운동) 출범
- 2007년 8월 : 옥한흠 원로목사 실천신학대학원대학교 명예박사 학위수여
- 2008년 10월 : 설립 30주년 기념 주일예배
- 2009년 11월 : 한국기독교사연구소 학술심포지엄 "사랑의교회 30년 평가와 전망" 개최

### 2010년대
- 2010년 9월 2일 : 옥한흠 원로목사 소천
- 2011년 2월 : WEST신학교(Wales Evangelical School of theology) 조인식
- 2011년 3월 : 쥬빌리 연합기도운동이 통일과 북한을 위해 섬기는 한국 교계 40여 단체가 함께 참여하는 ‘쥬빌리 통일구국기도회’로 확대, 개편
- 2011년 6월 : 한중국제교류재단 출범
- 2011년 9월 : 故 옥한흠 목사 1주기 추모예배 및 2011 제자훈련 평신도 지도자 컨벤션〈평신도를 깨운다 - 옥한흠 목사 저〉독일어판 출간
- 2011년 10월 : 제 90기 성도들을 깨운다 제자훈련지도자세미나 개최
- 2011년 11월 : 2011 새생명축제 '부르고 붙들리라' 및 장로은퇴감사예배
- 2012년 2월 : WEST 사랑토마스센터 준공
- 2012년 6월 : (사)사랑의전인치유센터 개원
- 2013년 11월 24일 : SGMC(서초 새 성전) 입당, G'LOVE로 교회 비전 수정, 25일~29일 입당특별새벽부흥회 "교회여, 일어나 기쁨을 노래하라"
- 2014년 5월 : 제 51회 전국목사장로기도회, 팝앤파이, 조스테이블, 사랑플러스 오픈예배, 수요교리강좌 시작
- 2014년 7월 : 웨일즈 밸리특공대 4번째교회 개척
- 2014년 8월 : 서울시향-우리동네음악회, 한국 교회 치유와 회복을 위한 연합기도회, 제 2차 리더스컨퍼런스, 제천기도동산 5주년 예배
- 2014년 9월 : 서초구청 사용승인허가
- 2014년 9월 : 은보주간 기념예배 및 제2회 은보상 시상식, 건축완공허가 감사 은혜와 소명 콘서트
- 2014년 11월 : 심포니송과 함께하는 새생명콘서트
- 2014년 12월 : 성탄이브잔치 및 성탄예배, 생명의보리떡-사랑광주리 일만구좌운동 후원 작정

## 논란 및 종식

### 서초동 교회 신축 특혜 논란
서초동 교회 신축 공사 과정에서 서초동 대법원 4거리 도로 지하를 사용할 수 있도록 서초구가 도로 지하 1077.98 m2에 대해 점용 허가를 내준 것에 대해 서초구가 특혜를 준 것이 아니냐는 논란이 있다. 시민들의 반발이 거세지자 서울시가 서초구청에 취소를 요구하였다. 그러나 서초구는 서울시로부터 처분 취소 이행 조치를 받고도 이를 따르지 않았으며, 그러자 서초구민들이 행정소송을 제기했다. 2013년 7월 9일, 서울행정법원 행정7부는 이 소송에서 "주민 소송의 대상이 아니다"며 소송 각하 판결을 내린 바 있다.

### 오정현 목사 관련 논란 및 종식
오정현 목사가 받았던 박사학위의 대부분의 표절된 것을 두고 논란이 일었으며, 심지어 옥한흠 목사의 장남인 옥성호 집사와 고직한 선교사 등이 이 문제에 대해 문제를 제기하기도 했다.